# Cosmoscarta basistriga
Cosmoscarta basistriga är en insektsart som först beskrevs av Walker 1870.  Cosmoscarta basistriga ingår i släktet Cosmoscarta och familjen spottstritar. Inga underarter finns listade i Catalogue of Life.